# Rainbow pour Rimbaud (film)
Pour plus de détails, voir Fiche technique et Distribution.
Rainbow pour Rimbaud est un film français réalisé par Jean Teulé et sorti en 1996, d'après son roman Rainbow pour Rimbaud paru en 1991.

## Synopsis
Deux amants partent à la recherche d'Arthur Rimbaud en Afrique.

## Fiche technique
- Titre : Rainbow pour Rimbaud
- Réalisation : Jean Teulé
- Scénario : Laurent Bénégui, Jean Teulé
- Production :  Canal+, Fondation GAN pour le Cinéma, K.G. Productions
- Format : 8 mm, puis 16 mm, puis 35 mm, puis 35 scope[1]
- Costumes : Elizabeth Teulé, Stéphane Rollot
- Musique : François Hadji-Lazaro
- Image : Eric Guichard
- Montage : Nicole Berckmans
- Genre : Drame
- Durée : 82 minutes
- Dates de sortie : 
  - 26 juin 1996 ( France)

## Distribution
- Laure Marsac : Isabelle
- Robert Mac Leod : Robert
- Bernadette Lafont : la mère de Robert
- Michel Galabru : le père de Robert
- Farid Chopel : l'émir
- Mouss Zouheyri  : le secrétaire de l'émir
- Pierre-Olivier Mornas : Louis
- Yasmine Modestine : Josépha
- Sotigui Kouyaté : le marabout
- Ged Marlon : M. Albert Mérat
- Jacques Boudet : le ministre maire
- François Hadji-Lazaro : l'accordéoniste du métro
- Alexandre Picot : Robert jeune

## Distinctions
- Prix spécial du jury Cannes junior 1996[2].

## Critiques
Pour Télérama, le film est un « patchwork coloré, proche de l'esprit BD, recèle de jolies idées », mais « manque souvent de rythme, et surtout d'émotion ». 
Pour les Inrocks, « les références au poète se réduisent systématiquement à des gadgets ».